# Пинсон, Борис Давидович
Борис Давидович Пинсон (1892, Витебск, Витебская губерния, Российская империя — 23 ноября 1936, Москва, РСФСР) — советский партийный и государственный деятель, ответственный секретарь Татарского областного комитета ВКП(б) (1923—1924).

## Биография
Член РСДРП с 1907 г.
Родился в семье портного. Окончил 3-классное училище. Работал слесарем. Наборщик в типографии г.Двинска (1913).
В 1912 г. за революционную деятельность был арестован, осуждён к административной высылке в Витебск под гласным надзором полиции, в 1913 г. — вновь арестован, бежал из Двинской тюрьмы. С 1914 г. находился в ссылке в Енисейской губернии до Февральской революции.
В 1917 г. — председатель Витебского военно-революционного комитета, комиссар труда СНК Западной области, начальник политического отдела Запасной армии.
В конце 1917 года избран в Всероссийское Учредительное собрание по Витебскому избирательному округу по списку № 5 (большевики). 5 января 1918 года участвовал в первом и последнем заседании Учредительного собрания.
- 1921 г. — ответственный секретарь Витебского губернского комитета РКП(б),
- 1923 г. — заведующий агитационно-пропагандистским отделом Сибирского бюро ЦК РКП(б),
- 1923—1924 гг. — ответственный секретарь Татарского областного комитета РКП(б),
- 1924 г. — заведующий агитационно-пропагандистским отделом Сибирского краевого комитета РКП(б). Примкнул к троцкистской оппозиции. Был исключён из членов ВКП (б). После признания ошибочности линии Троцкого решением ЦКК 22 июня 1928 г. его восстанавливают в рядах ВКП(б).
- 1934—1936 гг. — старший инспектор инспекции Союзнефтесбыта Народного комиссариата тяжёлой промышленности СССР, инспектор Казахского крайнефтесбыта.

Член ВЦИК 3-го и 4-го созывов. Входил в Общество политкаторжан и ссыльнопоселенцев.
Арестован в мае 1936 г., в ноябре по обвинению в контрреволюционной террористической деятельности Военной коллегией Верховного суда СССР приговорен к расстрелу. 14 ноября 1957 г. Военной коллегий Верховного суда СССР был реабилитирован.